# Вилијам Вилсон (приповетка)
„Вилијам Вилсон” (енгл. William Wilson) је приповетка америчког писца Едгара Алана Поа, први пут објављена у октобру 1839. године. Поставка је инспирисана Поовим формативним годинама које је провео на периферији Лондона. Прича прати тему двојника, али у овом случају „двојник” главног јунака не игра злу улогу, већ се увек појављује када приповедач Вилијам изврши неетичку или злу радњу.

## Радња
Прича прати човека „племенитог порекла” који себе назива Вилијамом Вилсоном јер, иако осуђује своју раскалашну прошлост, не прихвата пуну кривицу за своје поступке, тврдећи да „човек никада раније није био у таквом... искушењу”. Након неколико пасуса, нарација затим прелази на опис Вилијамовог детињстава, које је провео у школи „у магличастом селу Енглеске “ .
Вилијам у својој школи упознаје једног дечака који има исто име и приближно исти изглед, а који је чак и рођен на исти датум (19. јануар, Поов рођендан). Вилијамово име (он тврди да је његово право име само слично имену „Вилијам Вилсон”) га срамоти јер звучи „плебејски” или уобичајено, и љути га што мора да чује то име дупло више због другог Вилијама.
Дечак се такође облачи као Вилијам, хода као он, али говори само шапатом. Почиње да даје савете Вилијаму неодређене природе, које он одбија да послуша, негодујући због дечакове „ароганције”. Једне ноћи упада у спаваћу собу другог Вилијама и ужаснуто устукне пред дечаковим лицем — које сада личи на његово. Вилијам тада одмах напушта академију и, исте недеље, други дечак га следи.
Вилијам на крају похађа Итон и Универзитет у Оксфорду, постепено постајући све разузданији и изводећи оно што он назива „несташлуком”. На пример, краде од човека варајући на картама. Други Вилијам се појављује, прекривеног лица, и шапуће неколико речи довољних да упозоре друге на Вилијамово понашање, а затим одлази тако да нико други не види његово лице. У наредним годинама Вилијама прогања његов двојник, који осујећује планове које је Вилијам описао као вођене амбицијом, бесом и пожудом. У својој последњој лудорији, он покушава да заведе удату племкињу на карневалу у Риму, али га други Вилијам зауставља. Побеснели протагониста вуче свог двојника — који носи идентичну одећу — у предсобље и, након кратке борбе мачевима у којој двојник само невољно учествује, смртно га рањава.
Након што Вилијам то уради, одједном се наизглед појављује велико огледало. У свом одразу, он види „своју слику, али са цртама бледим и окрвављеним”: очигледно мртвог двојника, „али који више није говорио шапатом”. Приповедач се осећа као да он сам говори када је одраз прозборио речи: „У мени ти бејаше — и у смрти мојој, погледни... како си убио себе самог”.

## Позадина
Радња приче „Вилијам Вилсон” је полуаутобиографска и односи се на Поов боравак у Енглеској, кад је био дечак. „Магличасто енглеско село” у причи је Стоук Њуингтон, сада предграђе северног Лондона. Школа је заснована на школи Манор Хаус у Стоуку Њуингтону коју је По похађао од 1817. до 1820. године. Поов директор тамо, велечасни Џон Брансби, носи исто име као и директор у причи, иако овде има титулу „доктора”. Ова школа је у међувремену срушена. Црква која се помиње у причи заснована је на „Старој” цркви Свете Марије, првобитној парохијској цркви Стоук Њуингтона. Ова грађевина и дан данас постоји. У Поовој причи је описано да црква има готичку кулу. Кула је, међутим, додата цркви тек 1829. неких девет година након што је По напустио школу.
Поред тога, По је признао да је идеја о причи о човековој иритацији при упознавању некога са истим именом, чиме се уништава осећај јединствености, инспирисана „Ненаписаном драмом лорда Бајрона” Вашингтона Ирвинга. На крају Ирвингове приче, главни лик убија свог двојника мачем, да би иза маске видео своје лице.

## Анализа
„Вилијам Вилсон” јасно истражује тему двојника. Ово друго ја, које прогања главног јунака и доводи га до лудила, такође представља његово сопствено лудило. Према Поовом биографу Артуру Хобсону Квину, друго ја представља савест. Ова подела сопства је појачана нараторовим признањем да је „Вилијам Вилсон” заправо псеудоним. Само име је занимљив избор: „син” (енгл. son) од „воље” (енгл. will).
По је писао причу веома пажљиво и суптилно. Реченице су уравнотежене, са врло мало придева, и мало је конкретних слика изван описа Вилсонове школе. Темпо је намерно подешен као лежеран и одмерен коришћењем формалног стила и дужих реченица. Уместо да ствара поетски ефекат или расположење, као што сам препоручује у „Филозофији композиције”, По ствара причу засновану на рационалности и логици.

## Историја објављивања
Приповетка је први пут објављена у октобру 1839. године у часопису Burton's Gentleman's Magazine. Прича је касније преведена на француски у децембру 1844, када је штампана у париским новинама La Quotidienne у два наставка. Ово је био први превод Поовог дела на неки страни језик.

## Пријем
Када је По писао Вашингтону Ирвингу тражећи реч подршке, он је посебно тражио одговор на „Вилијама Вилсона”, називајући га „мојим најбољим делом”. Ирвинг је одговорио: „Доведен је у веома сликовит стил, а сингуларно и мистериозно интересовање је добро одржано у целом делу”. Томас Ман је рекао за роман Двојник Фјодора Достојевског, који истражује сличну тему: „Нипошто није побољшан у односу на 'Вилијама Вилсона' Едгара Алана Поа, причу која се бави истим старим романтичарским мотивом на начин далеко дубљи са моралне стране и успешније решава критичке [теме] у поетици”.
У Поовом осврту на Двапут испричане приче Натанијела Хоторна, По је приметио да је приповетка „Хауов маскенбал” слична „Вилијаму Вилсону”. Како је написао: „Не само да су две опште концепције идентичне, већ постоје различите сличне тачке”.